# هندسة الموارد الحيوية
هندسة الموارد الحيوية تشبه الهندسة الحيوية فيما عدا أنها تعتمد على مواد تغذية حيوية و/أو زراعية. كما أن هندسة الموارد الحيوية أكثر عمومية وتشتمل على نطاق أوسع من التقنيات والعناصر المختلفة، مثل الكتلة الحيوية ومعالجة النفايات الحيوية والطاقة الحيوية وتحليل نظم التحولات الحيوية والموارد الحيوية والتقنيات المرتبطة بالتحول الحراري الكيميائي: الاحتراق والتحول الحراري والتحول إلى الحالة الغازية والتحفيز الكيميائي إلى آخره، وتنقيات التحول الكميائية الحيوية: الأساليب الهوائية والهضم اللاهوائي وعمليات النمو البكتيري والأساليب الإنزيمية ومنتجات التسميد: الألياف والوقود ومواد التغذية والمخصبات ومواد البناء ومركبات البوليمر ونظم إدارة المنتجات الصناعية الأخرى: القولبة وتحليل النظم والقرارات ونظم الدعم. كما أن تأثير التمدد الحضري والطلب المتزايد على الأرض والغذاء والماء يضع المهندسين في عالم مليء بالتحديات الخطيرة. ولم تحظ الحدود المشتركة بين العالم الحيوي والهندسة التقليدية في الماضي باهتمام كبير وتكمن مهام مهندسي الموارد الحيوية في سد هذه الفجوة. حيث إن مهندسي الموارد الحيوية والزراعية يعملون على ابتكار أساليب فعالة وحساسة بيئيا لإنتاج الغذاء والألياف والأخشاب والمنتجات الحيوية وموارد الطاقة المتجددة لسكان العالم الذين يتزايدون على نحو مضطرد. وتتضمن بعض الأبحاث التي أجريت على هندسة الموارد الحيوية رؤية الآلات وتعديل المركبات والري بمياه الصرف وإدارة مياه الري وإدارة مياه الأمطار والبيئة الطبيعية الداخلية للحيوانات والنباتات وأجهزة الاستشعار وتلوث المصادر غير النقية وإدارة أسمدة الحيوانات.

## الإنجازات
تم إجراء عملية تخليق حيوي للأجزاء الصغيرة لجسيمات الفضة النانوية (NPs) التي تتوسطها البروتينات الفطرية للمبرقشة الملونة لأول مرة العام الماضي. وقد استُخدمت الهلاميات المائية لفصل الزرنيخ (V) من المياه. ولا تظهر أهمية مهندسي الموارد الحيوية دائمًا لكن الحقيقة تشير إلى أنهم علماء يساعدون البيئة كثيرًا. وكان مهندسو الموارد الحيوية يعملون مؤخرًا على فحص الخواص الحرارية للسماد العضوي المستخرج من النفايات ليستخدم كمصدر متجدد ذي درجة حرارة منخفضة لتوليد الحرارة.

## مركز المجموعة الثقافية الأمريكية (ATCC)
تأسس مركز المجموعة الثقافية الأمريكية (ATCC) في عام 1952 وهو المؤسسة البحثية غير الربحية الرائدة التي تنصب مهمتها في التركيز على اكتساب وإنتاج وتطوير كائنات حية دقيقة ذات مرجع قياسي وسلالات خلايا ومواد أخرى للبحث في علوم الحياة. وقد جمع المركز مجموعة واسعة من العناصر البيولوجية لإجراء بحوث عليها. وتشمل ممتلكاته أدوات جينومية جزيئية وميكروبات ومنتجات حيوية. ويعمل مركز المجموعة الثقافية الأمريكية بشكل قوي في مجال هندسة الموارد الحيوية.